# Kretania
Genre
Synonymes
- Plebejides Sauter, 1968

Kretania est un genre paléarctique de lépidoptères (papillons) de la famille des Lycaenidae et de la sous-famille des Polyommatinae.

## Systématique et phylogénie
Le genre Kretania a été décrit par Beuret en 1959.
Son espèce type est Kretania psylorita (Freyer, 1845).
Dans sa définition originelle, Kretania regroupait quelques espèces à mâles bruns, et s'était souvent vu synonymiser, en fonction des auteurs, avec Polyommatus Latreille, 1804 ou avec Plebejus Kluk, 1780, ou considérer comme un de leurs sous-genres.
Au début des années 2010, des études sur la phylogénétique moléculaire des Polyommatini ont montré que ces regroupements n'étaient pas tenables, et que les Kretania étaient en revanche étroitement apparentés à un groupe d'espèces à mâles bleus nommé Plebejides Sauter, 1968 (qui, en fonction des auteurs, était traité soit comme un genre, soit comme un sous-genre de Plebejus), ainsi qu'à l'espèce appelée jusqu'alors Vacciniina alcedo. Ces trois taxons ont alors été regroupés pour former le nouveau genre Kretania, sensu lato.
Le genre Kretania, ainsi réhabilité et élargi, apparaît comme le groupe frère du genre Afarsia, dont il aurait divergé il y a environ 4,6 millions d'années. Au sein de Kretania, l'espèce K. alcedo est le groupe frère du regroupement de Kretania sensu stricto et des ex-Plebejides.
Au sein des ex-Plebejides, une incertitude importante plane sur le statut spécifique des taxons proches de Kretania pylaon (par exemple en Europe trappi, sephirus et hesperica) : certaines sources y voient des sous-espèces de K. pylaon ; d'autres, plus récentes, les traitent comme des espèces distinctes.

## Liste des espèces
Les différentes bases de données sont susceptibles de fournir des listes très différentes, selon qu'elles tiennent compte ou non de l'absorption récente des ex-Plebejides et de Kretania alcedo, et de la scission récente de Kretania pylaon en plusieurs espèces. Funet, qui en tient compte dans les deux cas, établit la liste suivante, divisée en trois groupes :
Groupe eurypilus (Kretania sensu stricto)
Kretania psylorita (Freyer, 1845) — l'Argus crétois
Kretania eurypilus (Freyer, 1852)
Kretania iranica (Forster, 1938) — parfois considéré comme une sous-espèce de K. eurypilus
Kretania csomai (Bálint, 1992)
Kretania zamotajlovi Shchurov & Lukhtanov, 2001
Groupe pylaon (ancien genre Plebejides)
Kretania allardii (Oberthür, 1874) — l'Azuré d'Allard
Kretania beani (Bálint & Johnson, 1997)
Kretania hesperica (Rambur, 1840)
Kretania martini (Allard, 1867) — l'Azuré lavandin
Kretania nicholli (Elwes, 1901)
Kretania patriarcha (Bálint, 1992)
Kretania philbyi (Graves, 1925)
Kretania pylaon (Fischer de Waldheim, 1832) — l’Azuré des astragales
Kretania modica (Verity, 1935)
Kretania stekolnikovi Stradomsky & Tikhonov, 2015
Kretania sephirus (Frivaldszky, 1835)
Kretania trappi (Verity, 1927) — l’Azuré des astragales
Kretania zephyrinus (Christoph, 1884)
Kretania usbekus (Forster, 1939)
Kretania klausrosei (Bálint, 1992)
Groupe alcedo (anciennement dans le genre Vacciniina)
Kretania alcedo (Christoph, 1877)

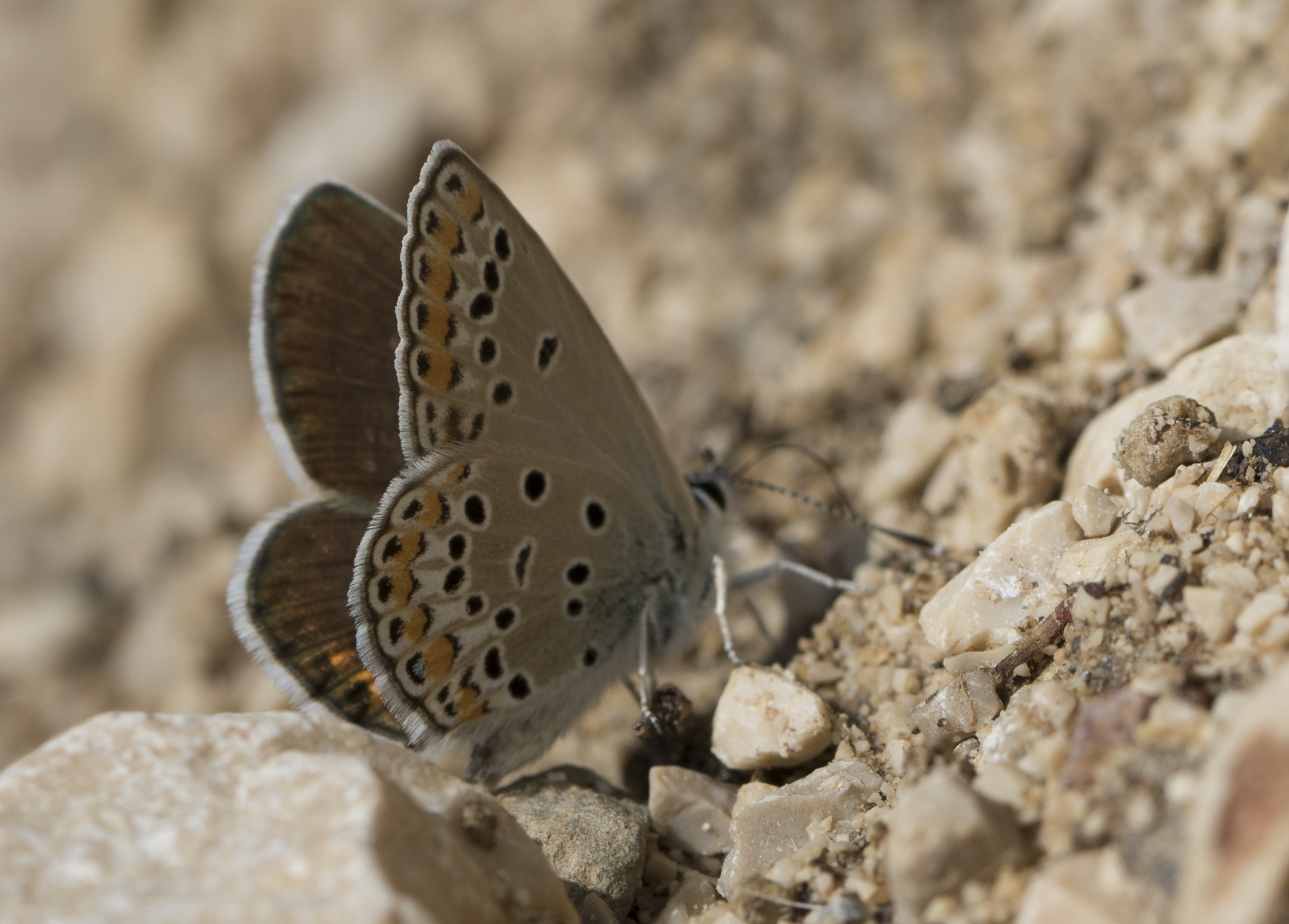
Kretania eurypilus
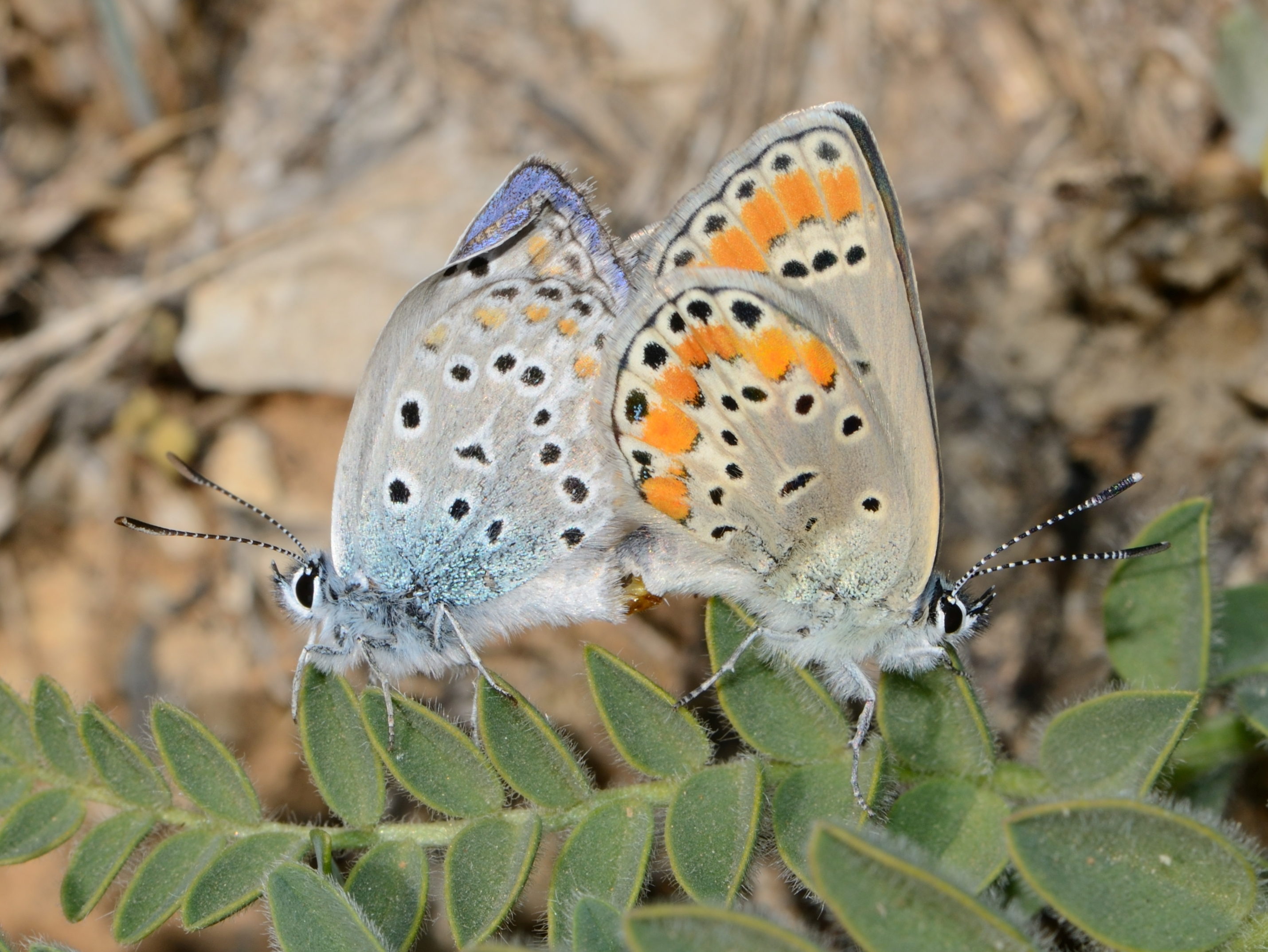
Kretania nicholli
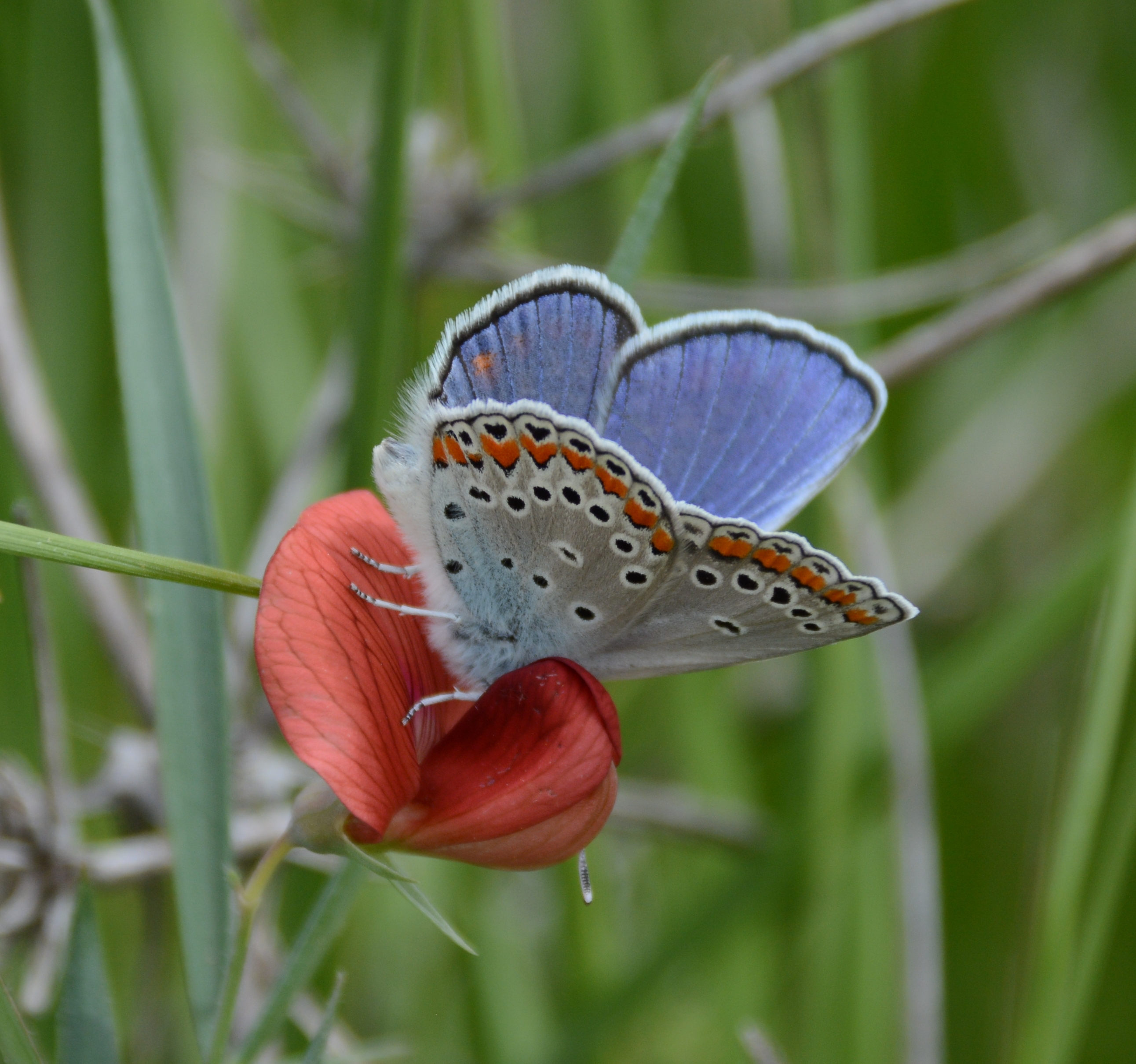
Kretania pylaon
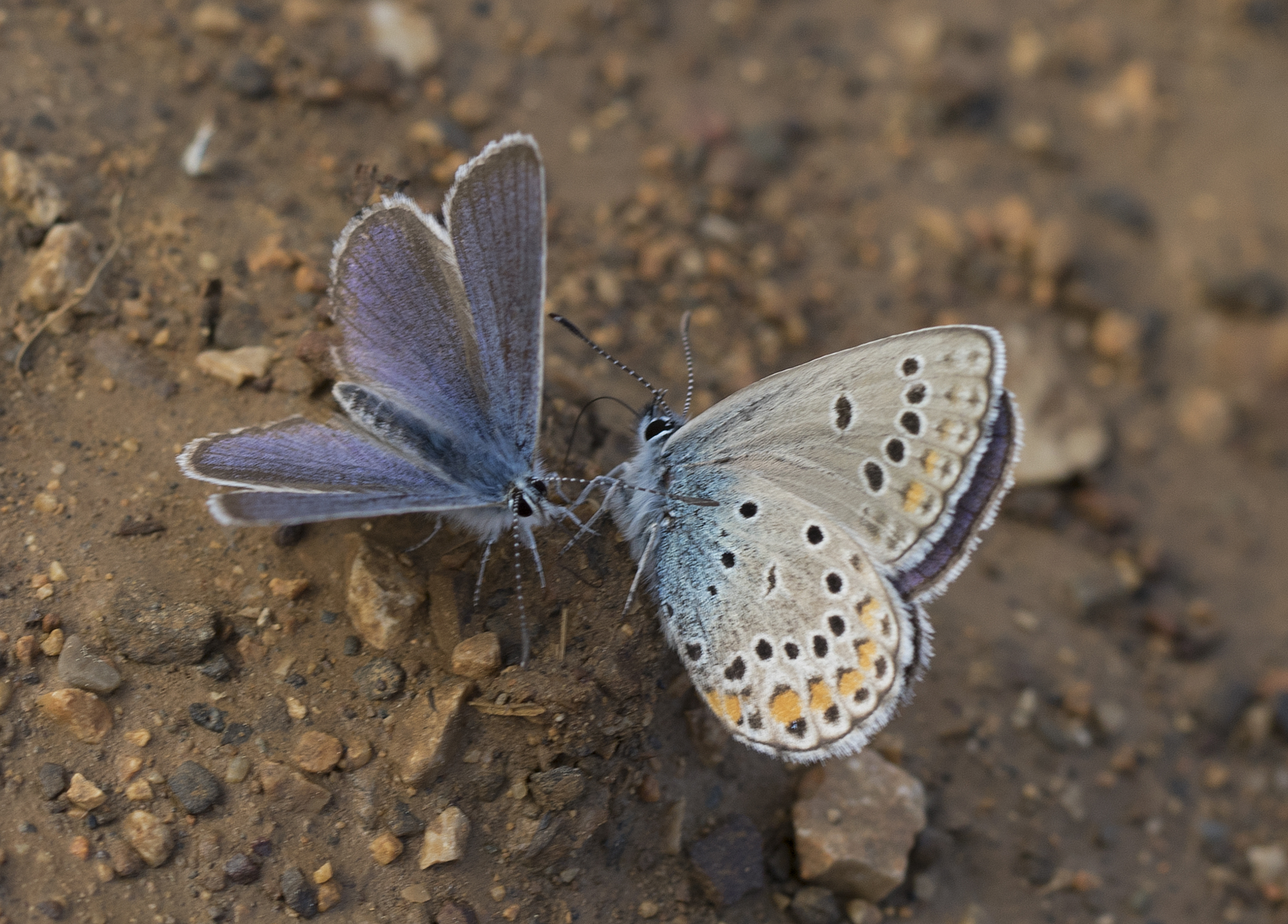
Kretania modica
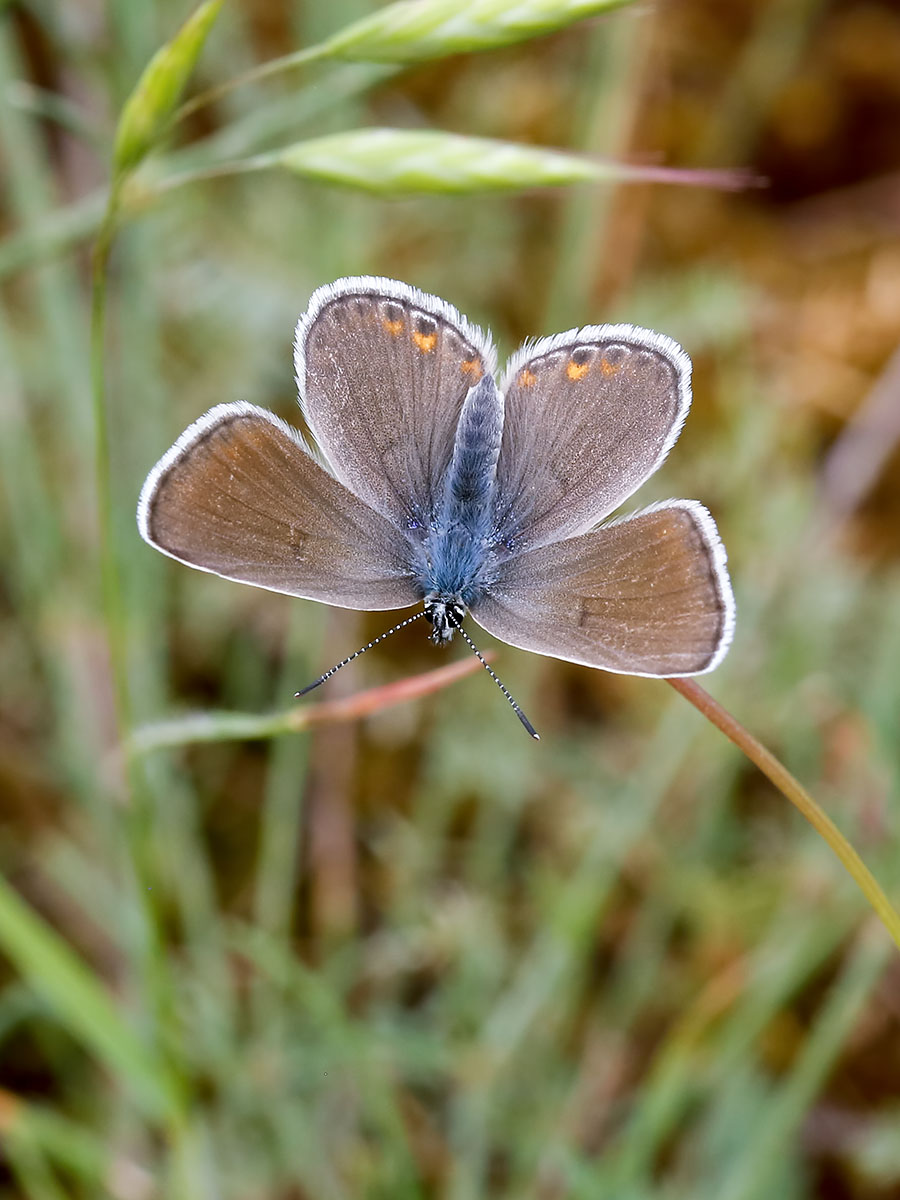
Kretania sephirus
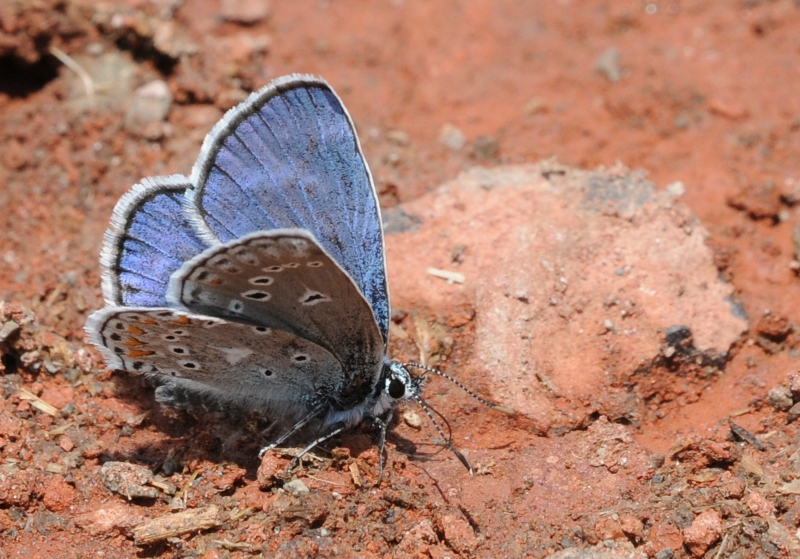
Kretania zephyrinus

## Morphologie
Les imagos des espèces du genre Kretania sont des petits papillons qui, comme de nombreux Polyommatinae, ont le revers des ailes gris ou beige orné de séries de points noirs cerclés de blanc, ainsi que d'une série de lunules submarginales orange coiffées intérieurement de chevrons noirs. Plus caractéristique est la série complète de marques blanches située entre ces chevrons et les points noirs postdiscaux. En outre, certaines espèces ont des écailles bleu métallique dans les points marginaux noirs de l'aile postérieure. Ces détails d'ornementation rendent les Kretania très ressemblants aux Plebejus, alors que la structure des pièces génitales (valves des mâles) rappelle davantage les Polyommatus ou les Aricia.
Sur la face supérieure des ailes, les femelles sont brun sombre, tandis que la couleur des mâles est très différente selon les groupes d'espèces : ils sont bleus ou bleu-violet dans les groupes pylaon et alcedo, mais brun sombre (comme les femelles) dans le 
groupe eurypilus. Les pièces génitales présentent également des différences significatives entre les groupes eurypilus et pylaon.

## Distribution géographique
Les espèces du genre Kretania sont présentes dans l'écozone paléarctique, principalement dans une région s'étendant de l'Asie Mineure à l'Asie centrale en passant par le Moyen-Orient et le Caucase, ainsi que dans le Sud de l'Europe et en Afrique du Nord. Beaucoup sont endémiques, ou ont en tout cas une aire de répartition peu étendue.